# Long gaan
Long gaan of een longpositie hebben is een uitdrukking in de beurswereld voor het innemen van een positie in aandelen of futures. In de praktijk hebben veel beleggers vooral longposities, omdat men aandelen koopt en hoopt op een stijging van de koers. Het tegenovergestelde is short gaan, waarmee men speculeert op een koersdaling van effecten.
De term long gaan wordt vooral gebruikt door beurshandelaren die, anders dan normale beleggers, net zo makkelijk speculeren op een stijging als op een daling.
Een longpositie in een putoptie (die wordt verkregen door het kopen van putopties) is geschikt voor wie een koersdaling van het onderliggende verwacht. Zolang deze in the money is (intrinsieke waarde heeft), is die positie een shortpositie in het onderliggende.
Een shortpositie in een putoptie (die wordt verkregen door het verkopen/schrijven van putopties) is geschikt voor wie een stabiele of stijgende koers van het onderliggende verwacht. Zolang deze in the money is, is die positie een longpositie in het onderliggende.